# لي هورسلي
لي هورسلي (بالإنجليزية: Lee Horsley)‏ مواليد 15 مايو 1955 في مولشو، تكساس، الولايات المتحدة، هو ممثل أمريكي.

## الأعمال
- جانغو الحر
- الثمانية المكروهون

## وصلات خارجية
- لي هورسلي على موقع IMDb (الإنجليزية)
- لي هورسلي على موقع ألو سيني (الفرنسية)
- لي هورسلي على موقع أول موفي (الإنجليزية)
- لي هورسلي على موقع قاعدة بيانات الأفلام السويدية (السويدية)
- لي هورسلي على موقع إن إن دي بي (الإنجليزية)
- لي هورسلي على موقع قاعدة بيانات الفيلم (الإنجليزية)
- لي هورسلي على موقع كينوبويسك (الروسية)